# Georges Courteline
Georges Courteline, pseudônimo de Georges Victor Marcel Moinaux (Tours, 25 de junho de 1858 – Paris, 25 de junho de 1929), foi um dramaturgo e romancista francês, um satírico notável por sua sagacidade afiada e humor cínico.
Sua família mudou-se de Tours em Indre-et-Loire para Paris logo após seu nascimento. Durante o tempo da Comuna de Paris, aos 13 anos, ele foi enviado para a escola em Meaux e após a formatura em 1876, ele passou a servir nas forças armadas francesas antes de aceitar um emprego como funcionário público. Interessado por poesia e autoria, passou a escrever resenhas de poesia e a fazer parte de um pequeno jornal. Na década de 1890, ele começou a escrever peças sob o nome de Courteline para os teatros de Montmartre onde morava.
Dotado de um raciocínio rápido, ele se tornou um dramaturgo de destaque, produzindo muitas peças, bem como uma série de romances. O tom geral de suas obras era de natureza satírica, muitas vezes zombando de tudo, desde os elitistas ricos de Paris às burocracias governamentais inchadas. Em 1899, Courteline foi premiado com a Legião de Honra e em 1926 foi eleito para a Académie Goncourt.
Em 1929, Courteline morreu em seu 71º aniversário em Paris e foi enterrado lá no cemitério Père Lachaise. A Rue de Lariche, a rua da cidade de Tours onde nasceu, foi rebatizada em sua homenagem.

## Trabalhos selecionados
- Les Gaités de l'escadron (1886) - um romance, posteriormente dramatizado para o teatro em 1895.
- Le 51e Chasseurs (1887) - um romance.
- Les Femmes d'amis (1888) - um romance.
- Le Train de 8 heures 47 (1888) - um romance.
- Madelon, Margot et Cie (1890).
- Potiron (1890) - recit.
- Messieurs les ronds-de-cuir (1893) - um romance.
- Boubouroche (1893) - uma peça teatral em dois atos.
- Ah! Jeunesse! (1894) - um romance.
- Ombres Parisiennes (1894) - recita.
- La Peur des coups (1895) - teatro em um ato.
- Les Gaitiės de l'escadron (1895) - teatro em nove cenas.
- La vie de caserne (1895)
- Un client sérieux (1896) - teatro em um ato.
- Le Droit aux étrennes (1896) - teatro em cinco cenas.
- Hortense, couche-toi! (1897) - teatro em um ato.
- Monsieur Badin (1897) - teatro em um ato.
- L'Extra-Lucide (1897) - teatro em um ato.
- Une lettre chargée (1897) - teatro em um ato.
- Théodore cherche des allumettes (1897) - teatro em um ato.
- Godefroy (1897) - teatro em um ato.
- La Voiture versée (1897) - teatro em um ato.
- Gros Chagrins (1897) - teatro em um ato.
- Les Boulingrin (1898) - teatro em um ato.
- Le gendarme est sans pitié (1899) - teatro em um ato.
- Le commissaire est bon enfant (1900) - teatro em um ato.
- L'Article 330 (1900) - teatro em um ato.
- Les Marionnettes de la vie (1900)
- Sigismond (1901) - teatro, uma fantasia em um ato com coro.
- Les Balances (1901) - teatro em um ato.
- La Paix chez soi (1903) - teatro em um ato.
- L'Illustre Piégelé (1904).
- L'Ami des Lois (1904) - três peças curtas.
- Facéties de Jean de La Butte (1904).
- Les tire-au-cul: les gaîtés de l'escadron (1904).
- Coco, Coco et Toto (1905).
- La Conversion d'Alceste (1905) - teatro em verso em um ato.
- Le Petit Malade 1905
- Le père Machin-Chouette: les gaîtés de l'escadron (1905)
- Les Fourneaux (1905)
- La Cruche (1909) - teatro em dois atos.
- Un visiteur sans gêne (1911)
- Les Linottes (1912) - um romance.
- Le Gora (1920)

## Filmografia
- The Gaieties of the Squadron, dirigido por Maurice Tourneur e Joseph Faivre (1913, baseado na peça Les Gaîtés de l'escadron)
- Théodore cherche des allumettes, dirigido por Andrew Brunelle (1923, baseado na peça Théodore cherche des allumettes)
- Le Train de 8h47, dirigido por Georges Pallu (1927, baseado no romance Le Train de 8 heures 47)
- Fun in the Barracks, dirigido por Maurice Tourneur (1932, baseado na peça Les Gaîtés de l'escadron)
- Boubouroche  [ fr ], dirigido por André Hugon (1933, baseado na peça Boubouroche )
- Le Train de 8 heures 47  [ fr ], dirigido por Henry Wulschleger (1934, baseado no romance Le Train de 8 heures 47)
- The Bureaucrats, dirigido por Yves Mirande (1936, baseado no romance Messieurs les ronds-de-cuir)
- The Cheerful Squadron, dirigido por Paolo Moffa (1954, baseado na peça Les Gaîtés de l'escadron)
- Scènes de ménage, dirigido por André Berthomieu (1954, baseado nas peças La Peur des coups, La Paix chez soi e Les Boulingrin)
- The Bureaucrats, dirigido por Henri Diamant-Berger (1959, baseado no romance Messieurs les ronds-de-cuir)